# Bakay Nándor
Bakay Nándor (Újszeged, 1833. október 15. – Szeged, 1902. január 23.) kötélgyáros, közgazdasági szakíró, közéleti személyiség.

## Élete
Atyja bíró volt; a polgári iskolát szülővárosában végezte, majd iparos lett és atyja üzletében tanulta a kötélverés mesterségét. 1848-ban mint nemzetőr, atyjával együtt részt vett a szabadságharcban; 1863-ban átvette atyja üzletét, melyet az 1870-es évekre világszínvonalú, 70-80 munkással évi 2500-3000 mázsa kenderkötelet gyártó kenderfonó, szövő- és kötélgyárrá fejlesztett. A gyár az árvíz alatt összedőlt, majd egy 1892-es tűzvészt követően állami és egyéb támogatásokkal építették újra. 1876-ban és 1883-ban a kormány megbízásából a kender termesztésének és földolgozási módjának tanulmányozása végett Olaszországba utazott.
Már az 1850-es években megkezdte a lapokban Szeged és a hazai ipar érdekeit képviselni; írt a Hölgyfutárba, Vasárnapi Ujságba (1859. 1860. 1876. 1879.), Politikai Ujdonságokba s Gyakorlati Mezőgazdába (1874). A Pesti Naplónak, Magyarországnak és Honnak rendes munkatársa és vezércikkírója volt. Tevékeny részt vett a Szegedi Hiradó megindításában (1858) és a szegedi hírlapoknak rendes munkatársa. Irt az István bácsi Naptárába is (1868)
1878-tól a Függetlenségi Párt országgyűlési képviselője volt.

## Munkái
1. A szegedi iparosok emlékirata. Adalékul a pesti iparosok által az országgyűlés elé terjesztendő egyetemleges emlékirathoz. Szeged, 1866.
2. Emlékirat az 1875-ik évi magyar országos nemzetgazdászati tanácskozmány nagyfontosságu ügyében összegyült hazafiakhoz. Uo. 1875.
3. Emlékirat Szeged város ujjá alkotása érdemében és a Tisza-szabályozás ügyében, Bpest, 1879.
4. Emlékirat a Tiszavölgy érdekében, tekintettel a vizek hasznosítására és a földek megmentésére. Uo. 1879.
5. A kender termesztése és kikészítése. Különös tekintettel az olaszországi eljárásra. A földm. ipar és keresk. miniszterium megbizásából. Uo. 1880. (Németül a Seiler-Zeitung szerkesztője által ford. Berlinben jelent meg 1882-ben és ebből az angol és francia szaklapok terjedelmes közleményeket hoztak.)
6. Ellenindítványa a szegedi törvényjavaslatok tárgyalása alkalmából a képviselőház 1880. évi április 15. lefolyt vitákról. Uo.
7. Emlékirat a szegedi Bakay-féle műtani fonó, szövő és kötélgyárának részvény-társulattá alakítása ügyében. Szeged, 1883.
8. Néhány szó a kendertermelés, áztatás és törésről, tekintettel Szeged és vidéke talajviszonyaira. Uo. 1884.
9. Emlékirat a Szegeden létesítendő kenderbeváltó és kikészítő részvény-társaság ügyében. Uo. 1885.

Torda álnév alatt 1856-ban egy füzetkéje jelent meg Szegeden, melynek címe körülbelül ez lehetett: Antikritika. Rohrer filozófiájára irt kritika 1881-ben indította meg a ma is fennálló szegedi Alföldi Iparlapot és szerkesztette a Tiszavidéki Ujságot (1869. október 3-ától 1870. április végeig.)

Álnevei és jegye: Torda és Szegedi köteles (Vasárnapi Ujság, Pesti Napló, Szegedi Hiradó sat.), 100-as jegy (Szegedi Hiradó), Vén huszár (Pesti Naplóban a porosz–francia viszály kitörése alkalmával.)

## Társasági tagság
- Dugonics Társaság